# Хермина фон Анхалт-Бернбург-Шаумбург-Хойм
Хермина Амалия Мария фон Анхалт-Бернбург-Шаумбург-Хойм (на немски: Hermine Amalie Marie von Anhalt-Bernburg-Schaumburg-Hoym; * 2 декември 1797, Хойм, Саксония-Анхалт; † 14 септември 1817, Будапеща, Унгария) от династията Аскани, е принцеса от Анхалт-Бернбург-Шаумбург-Хойм и чрез женитба ерцхерцогиня на Австрия и палатиниса на Унгария.

## Произход
Тя е най-възрастната дъщеря на княз Виктор Карл Фридрих фон Анхалт-БернбургШаумбург-Хойм (1767 – 1812) и съпругата му Амалия Шарлота Вилхелмина Луиза фон Насау-Вайлбург (1776 – 1841), дъщеря на княз Карл Христиан фон Насау-Вайлбург и съпругата му Каролина Оранска-Насау-Диц, внучка на английския крал Джордж II. Тя има три сестри Аделхайд, Емма и Ида.

## Фамилия
Хермина се омъжва на 30 август 1815 г. в дворец Шаумбург до Лимбург на Лан на 17 години за 39-годишния ерцхерцог Йозеф Антон Йохан Австрийски (1776 – 1847), палатин на Унгария (1796 – 1847), от 1795 г. регент на Унгария, седмият син на император Леополд II и съпругата му инфанта Мария-Лудовика Бурбон-Испанска. Тя е втората му съпруга. Хермина умира на 19 години в Будапеща след раждането на близнаци и е погребана в мавзолея в дворец Алксúт. Те имат близнаците:
- Хермина Амалия Мария (1817 – 1842), абатиса в Прага от 16 юли 1839 г.
- Стефан Франц Виктор (1817 – 1867), до 1848 г. палатин на Унгария, от 1848 г. граф/княз на Холцапел-Шаумбург

- Хермина Амалия Мария
- ерцхерцог Йозеф Антон Йохан Австрийски
- Стефан Франц Виктор
- Палатин Стефан Франц Виктор и сестра му Хермина Амалия Мария